# Pohořelice (Nadějkov)
Pohořelice (německy Pohorschelitz) jsou osada, část obce Nadějkov v okrese Tábor v Jihočeském kraji. Nachází se asi dva kilometry severovýchodně od Nadějkova. Je zde evidováno 5 adres. Nachází se zde také penzion. V roce 2011 zde trvale nikdo nežil.
Pohořelice leží v katastrálním území Starcova Lhota o výměře 6,06 km².

## Historie
První písemná zmínka o vesnici pochází z roku 1654.

## Obyvatelstvo
| Rok            | 1869 | 1880 | 1890 | 1900 | 1910 | 1921 | 1930 | 1950 | 1961 | 1970 | 1980 | 1991 | 2001 | 2011 | 2021 |
| -------------- | ---- | ---- | ---- | ---- | ---- | ---- | ---- | ---- | ---- | ---- | ---- | ---- | ---- | ---- | ---- |
| Počet obyvatel | 32   | 32   | 30   | 34   | 39   | 37   | 33   | 23   | 11   | 7    | 5    | 4    | 2    | 0    | 0    |
| Počet domů     | 5    | 5    | 5    | 6    | 6    | 6    | 6    | 6    | 6    | 3    | 3    | 3    | 4    | 4    | 4    |

## Obecní správa
Při sčítání lidu v letech 1850–1879 Pohořelice byly osadou obce Nadějkov v okrese Sedlčany. V letech 1880–1963 byly osadou obce Starcova Lhota, se kterým patřily nejprve do okresu Sedlčany, ale v roce 1950 v okrese Milevsko. Od roku 1964 jsou opět částí obce Nadějkov v okrese Písek, ale od 24. listopadu 1990 v okrese Tábor.

## Galerie

Pohořelice
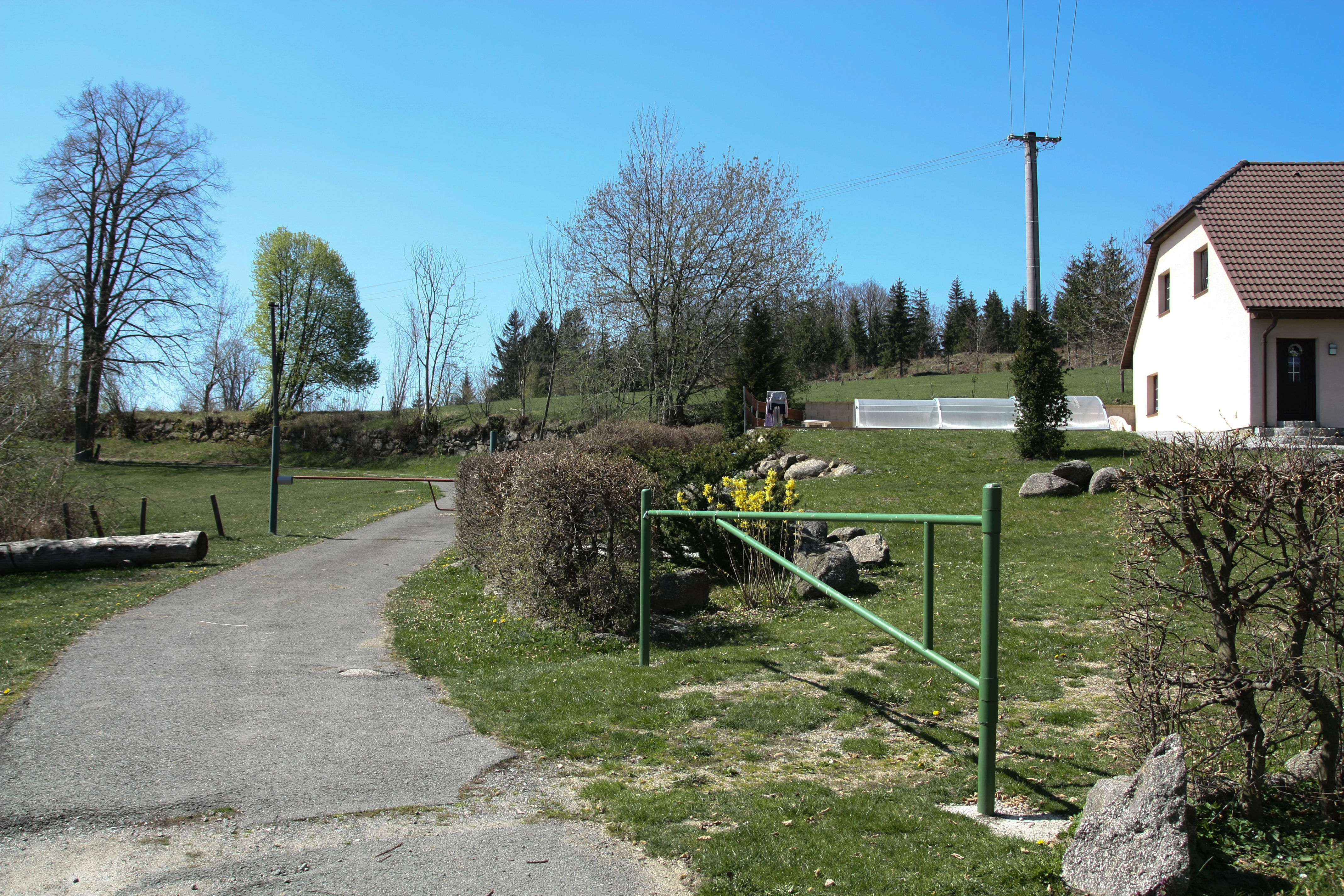
Závora (2019)
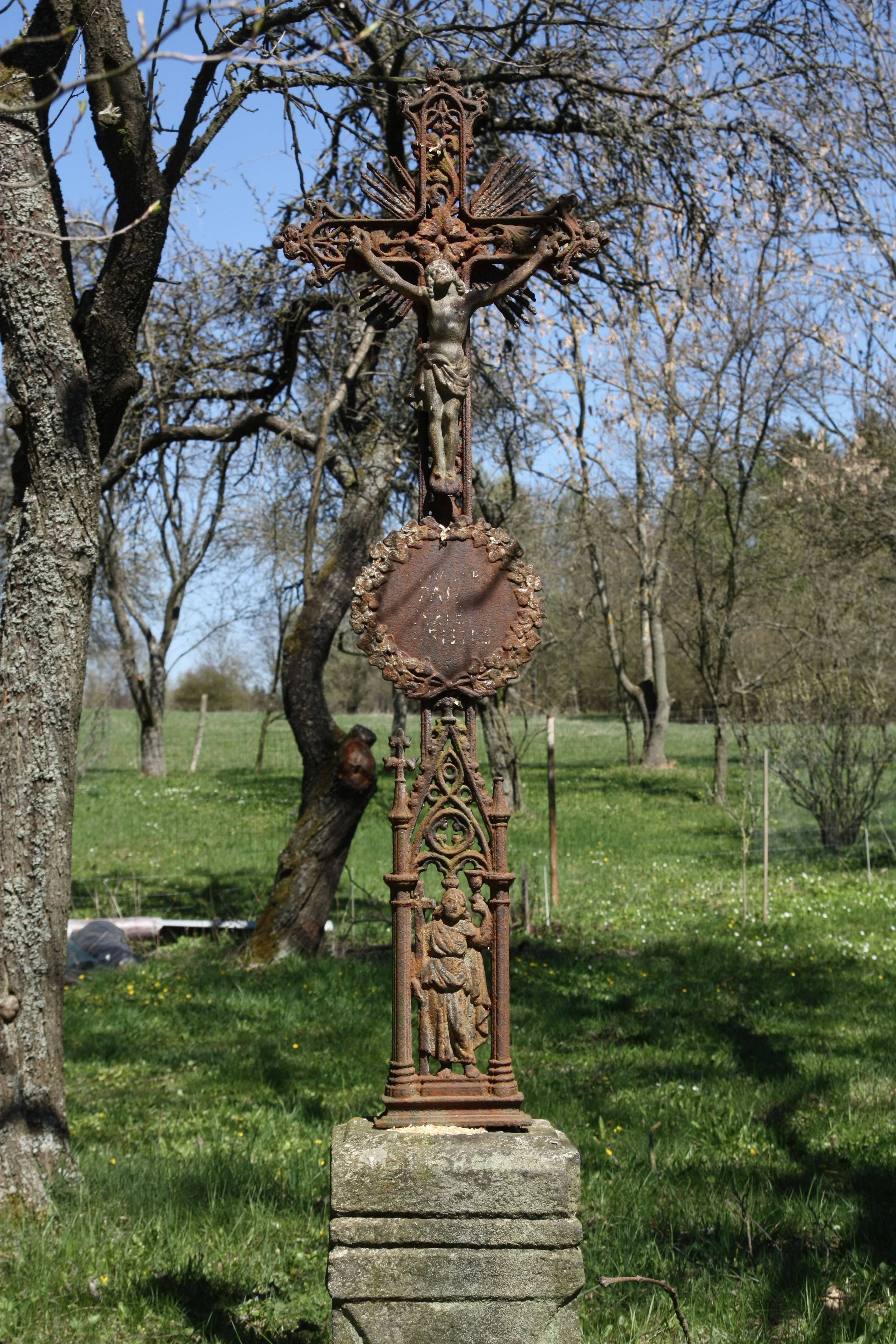
Křížek (2019)
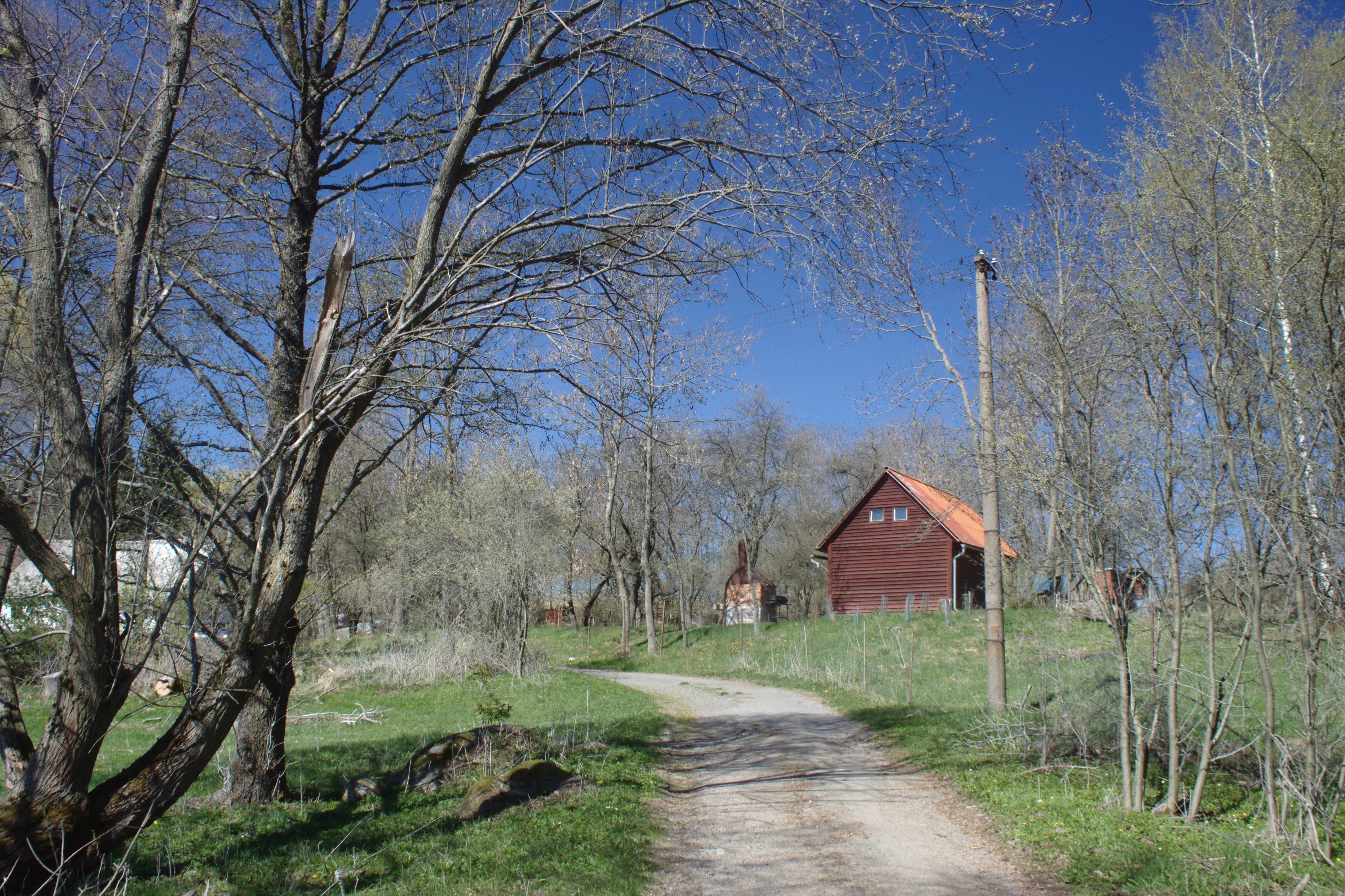
Domy (2019)
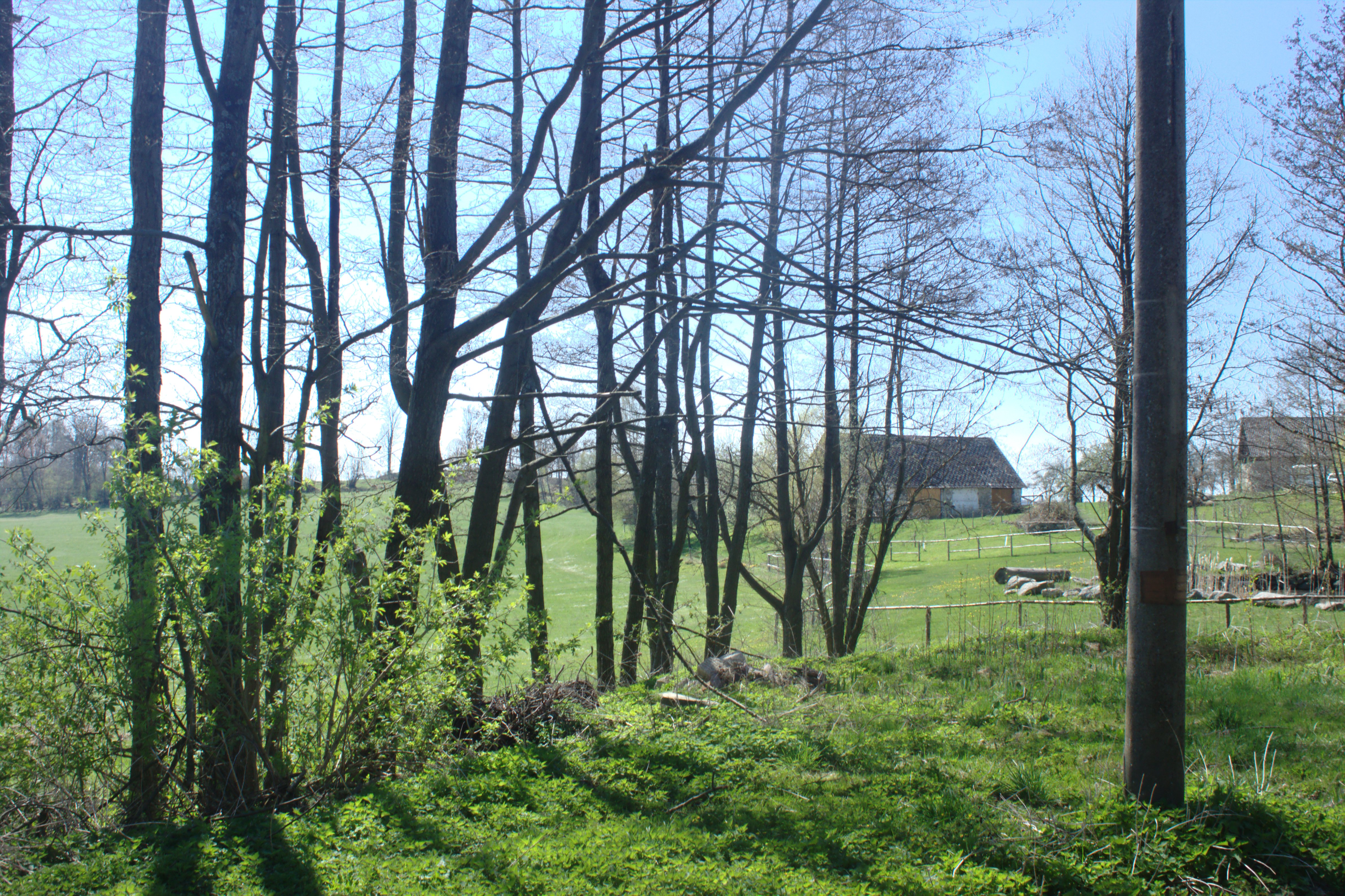
Stromy
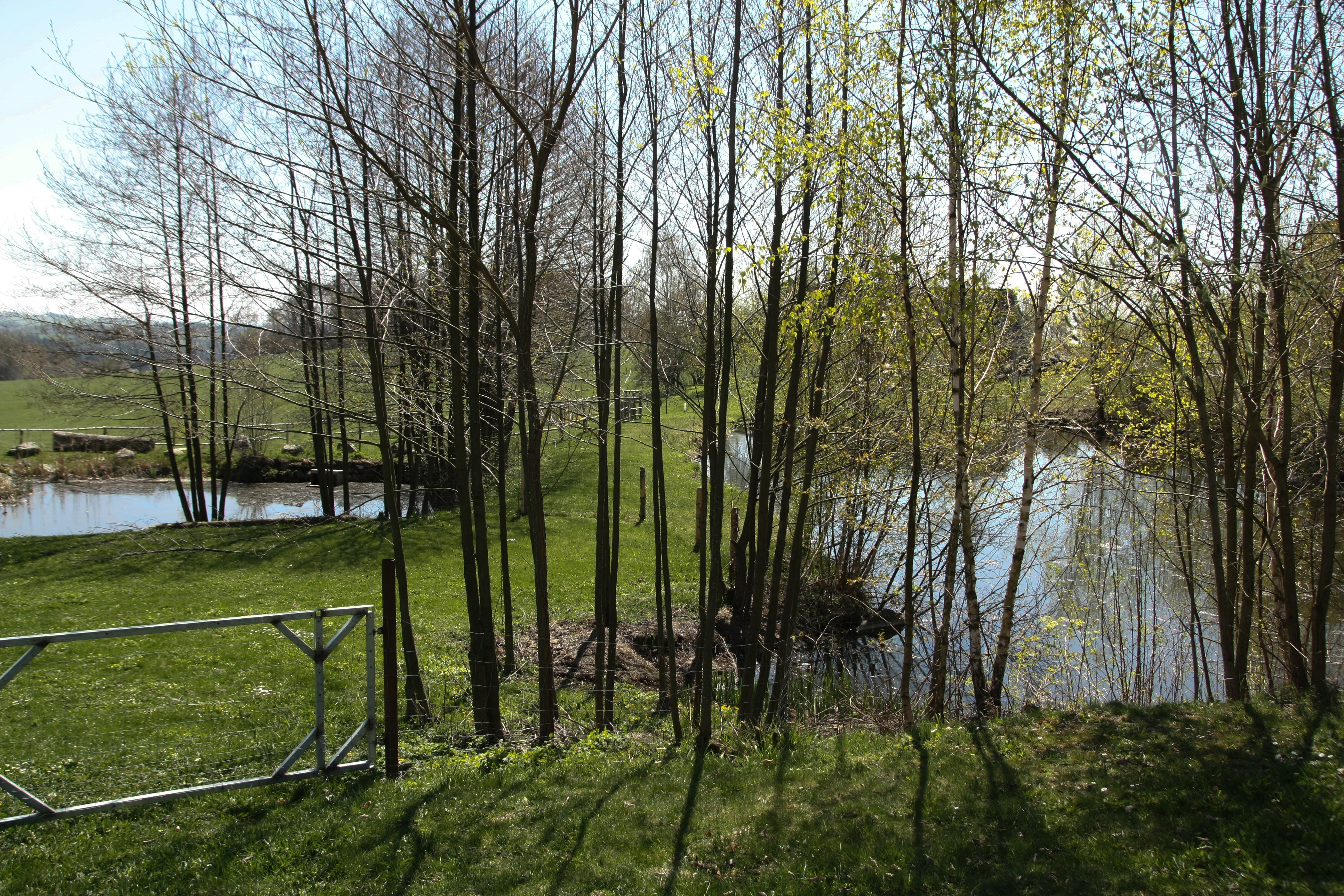
Rybník
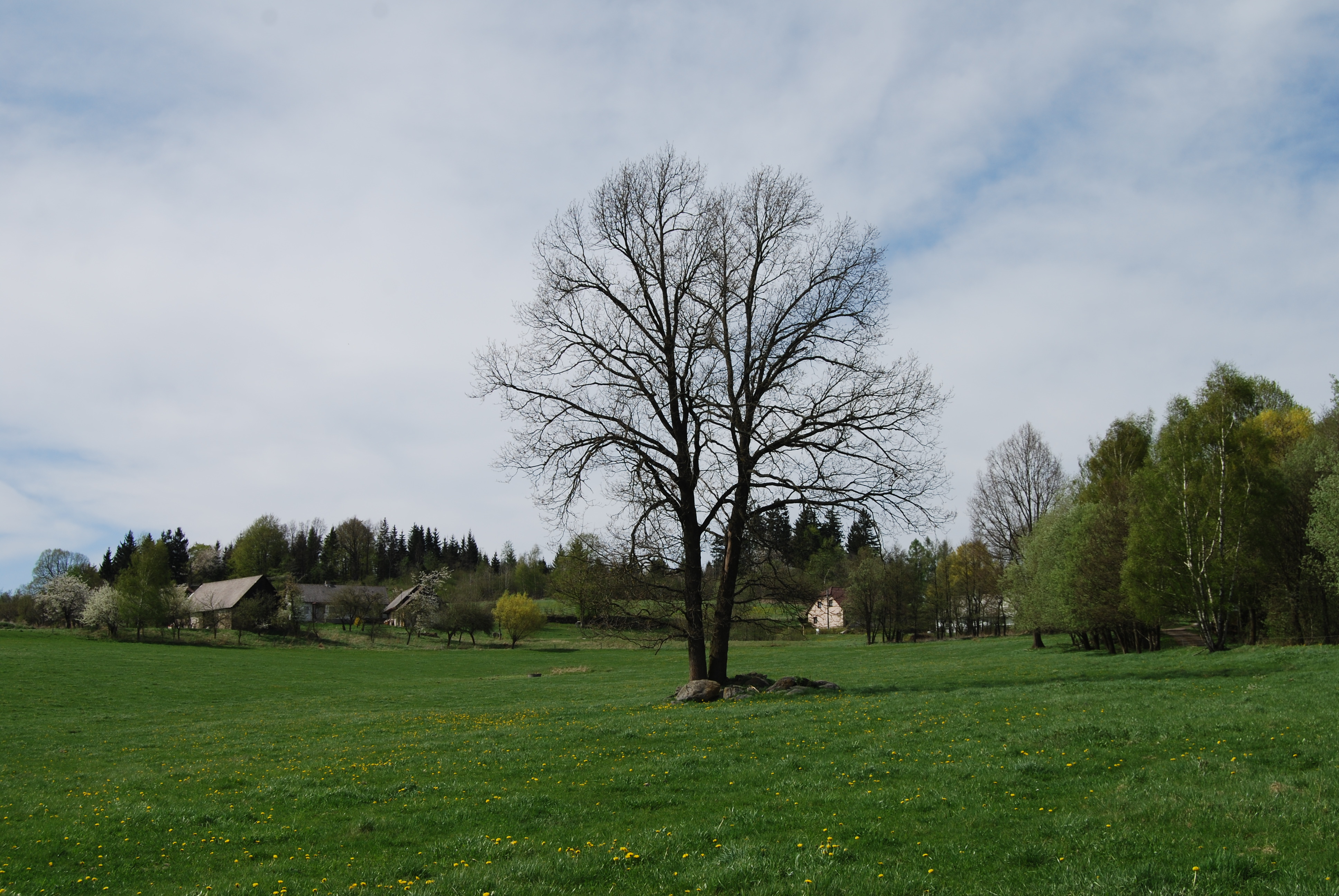
Pohled z dálky
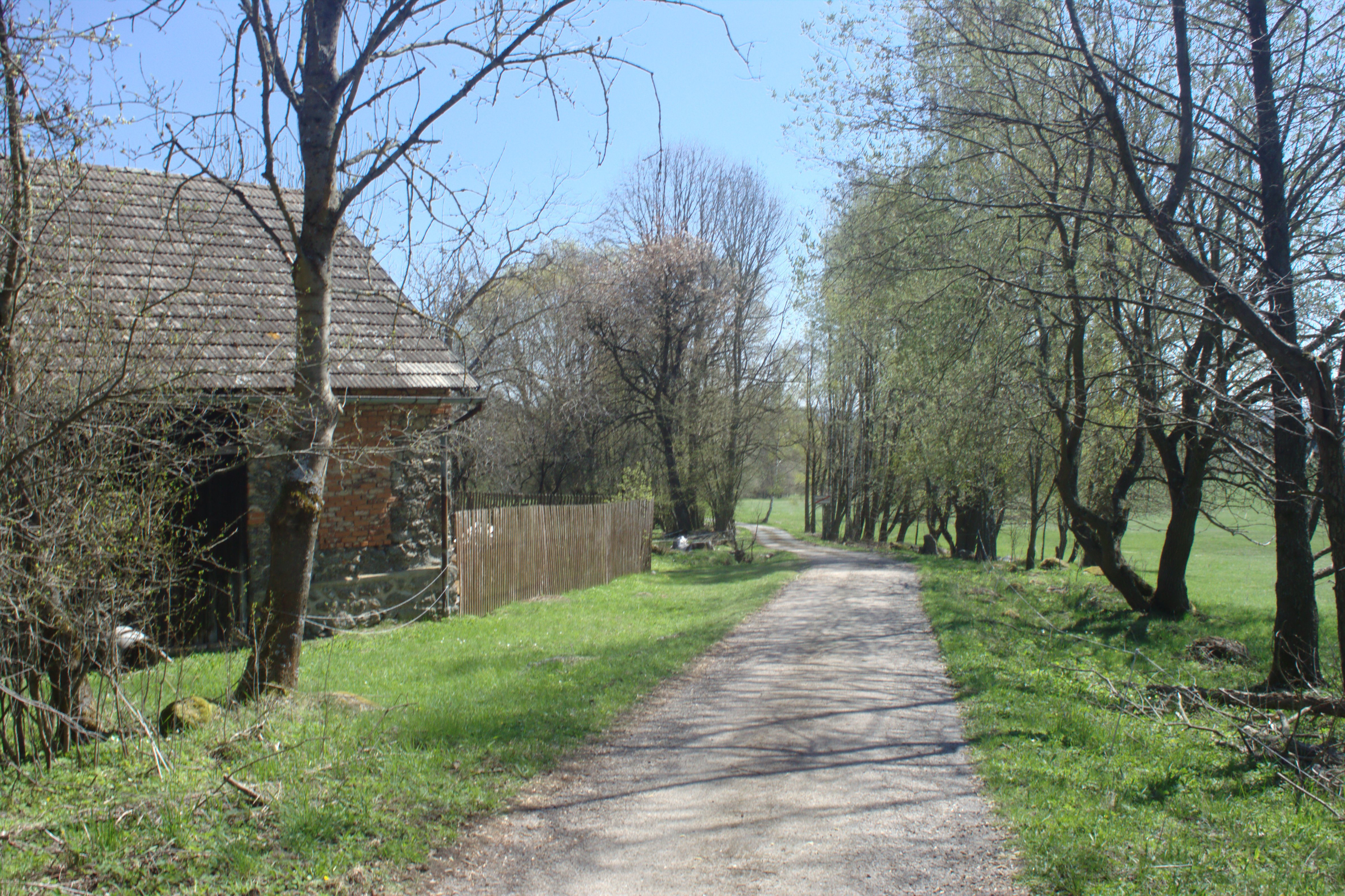
Stavení